# Albert Kahn
Albert Kahn (Németország, 1869. március 21. – Detroit, 1942. december 8.) Detroit egyik legismertebb és legtermékenyebb építésze.

## Életpályája

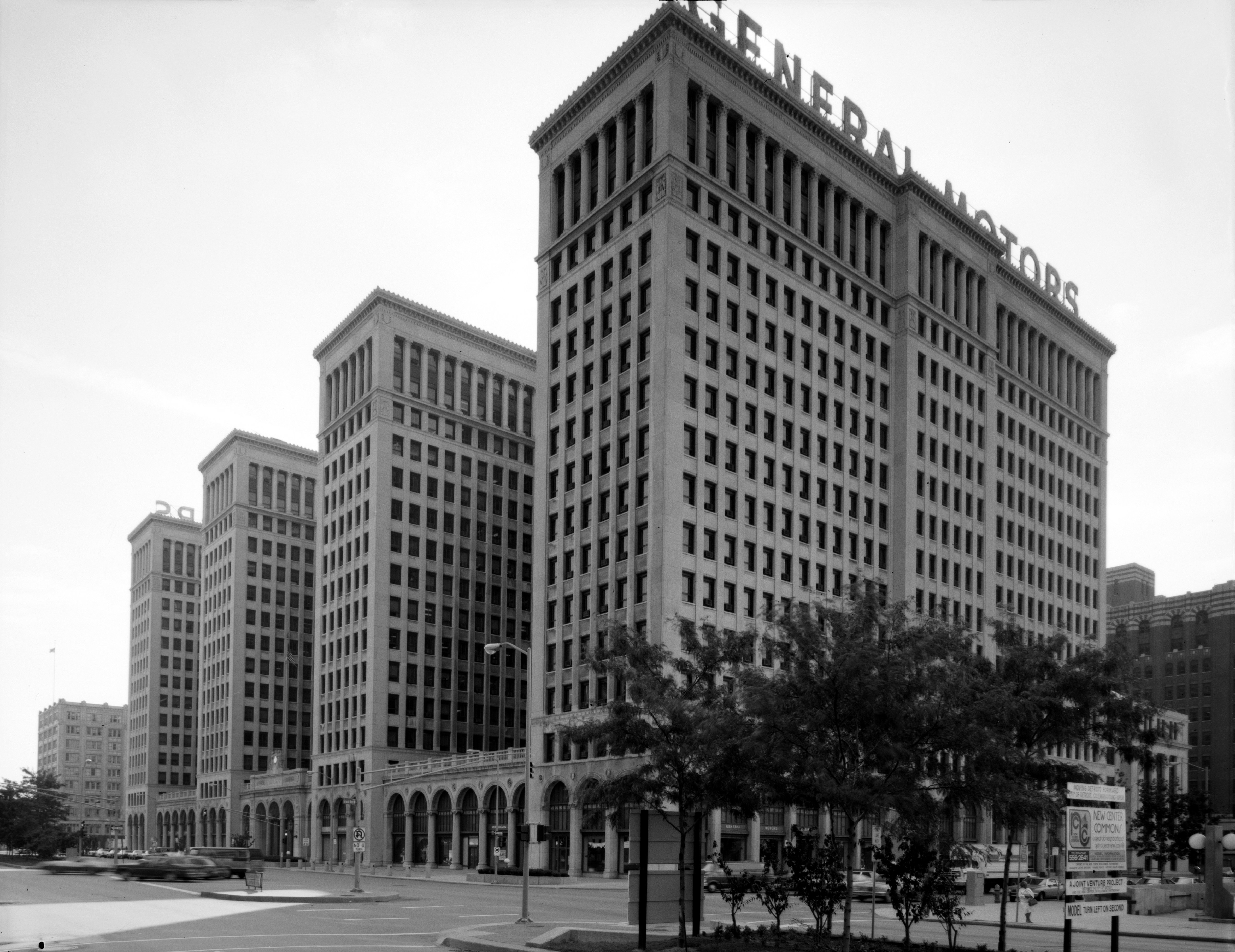
A General Motors épülete Ditroitban

Németországban született, családjával 1881-ben költözött Detroitba. Hogy családját támogatni tudja Kahnnak már 12 évesen dolgoznia kellett. Irodai fiúként vették fel, közben építészetet tanult a John Scott & Companynál, de egy évvel később elbocsátották. Miközben Scottnál dolgozott, Kahnt összetalálkozott Julius Melchers szobrásszal, aki megengedte neki, hogy részt vegyen rajzóráin, ahol kiválóan teljesített. Melchers révén Kahnt felvették George Mason cégébe, a Mason & Rice-be, ahol szövegírást tanult. Mason Kahn egyik legnagyobb mentora és barátja lett. 1890-ben elnyerte a Amerikai építész és Building News ösztöndíjat egy Európában való tanulmányútra, ahol egy ideig Henry Baconnal turnézott. Röviddel visszatérése után 22 évesen a Mason & Rice fő tervezője lett. 1895-ben apította meg a máig is működő Albert Kahn Associates nevű céget. 
1896-ban kötött házasságot Ernestine Krolikkal, négy közös gyermekük született. Kahn 1942. december 8-án  Detroitban érte a halál.

## Munkássága
Sokoldalú karrierje során leginkább arról lett ismert, hogy forradalmasította az ipari formatervezést az európai modernista stílusban. Ezt a vasbeton használatával érte el. 1905-ben a Packard Motors számára mérnök testvérével, Juliusszal kifejlesztette a Kahn vasbetonrendszert. 1920-ban a Ford Motor Company „s  Rouge Complex  segítségével acél épület kereteket fejlesztett ki. Kahn évekkel később együtt dolgozott a Fordszal a  Willow Run  bombázó üzemben a második világháború idején. Munkája nemzetközi léptékű volt - 1929-től kezdve két éven át több száz gyárat tervezett a Szovjetunióban is.

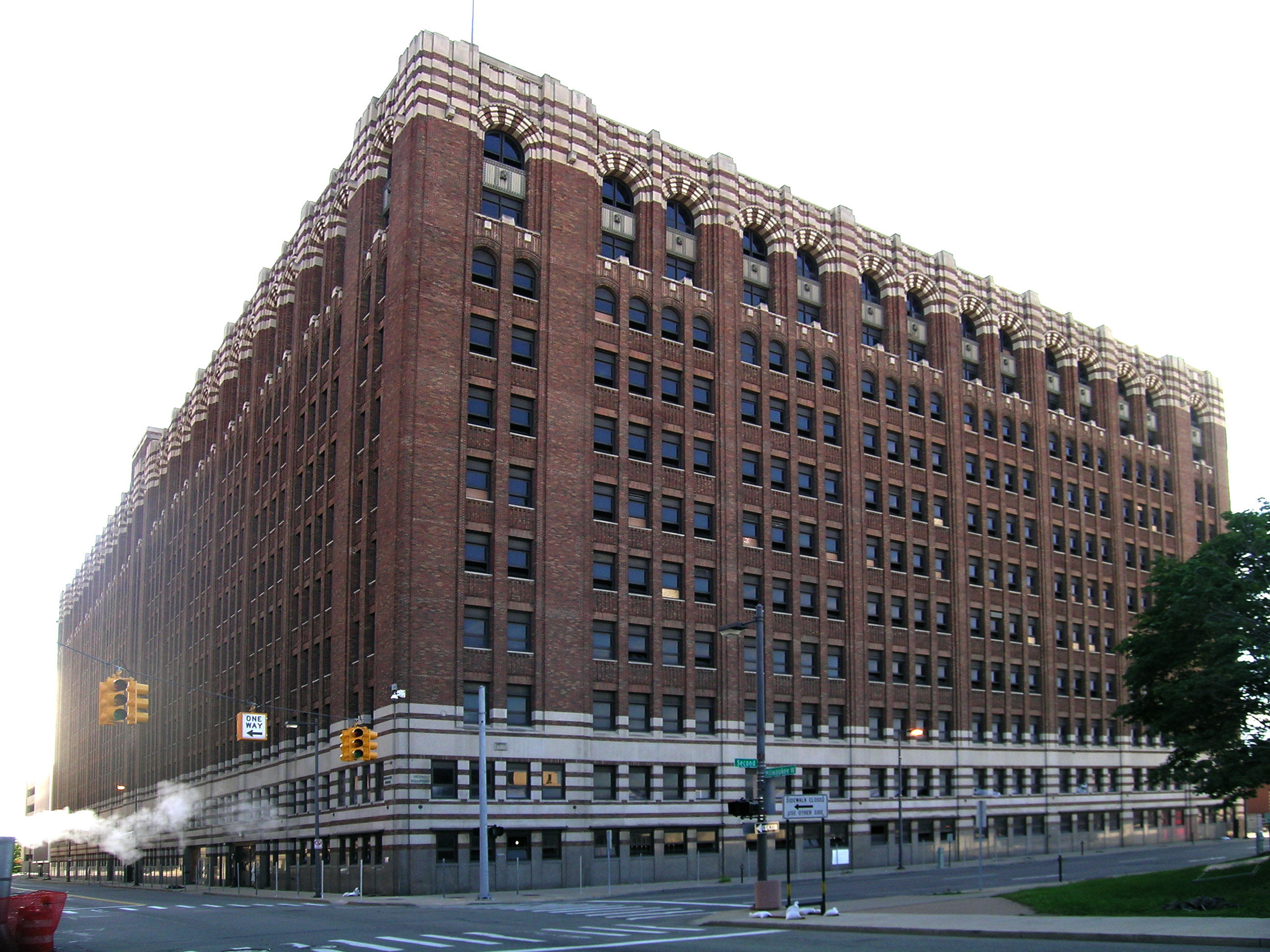
Az Argonaut Building Detroitban

Kahn ipari építészete a modernista mozgalom megalapozója volt világszerte a gyakorlati és funkcionális  részletek miatt. Kahn jól megvilágított és hatékony terei a tömegtermeléshez a legjobb feltételeket kínálták. 

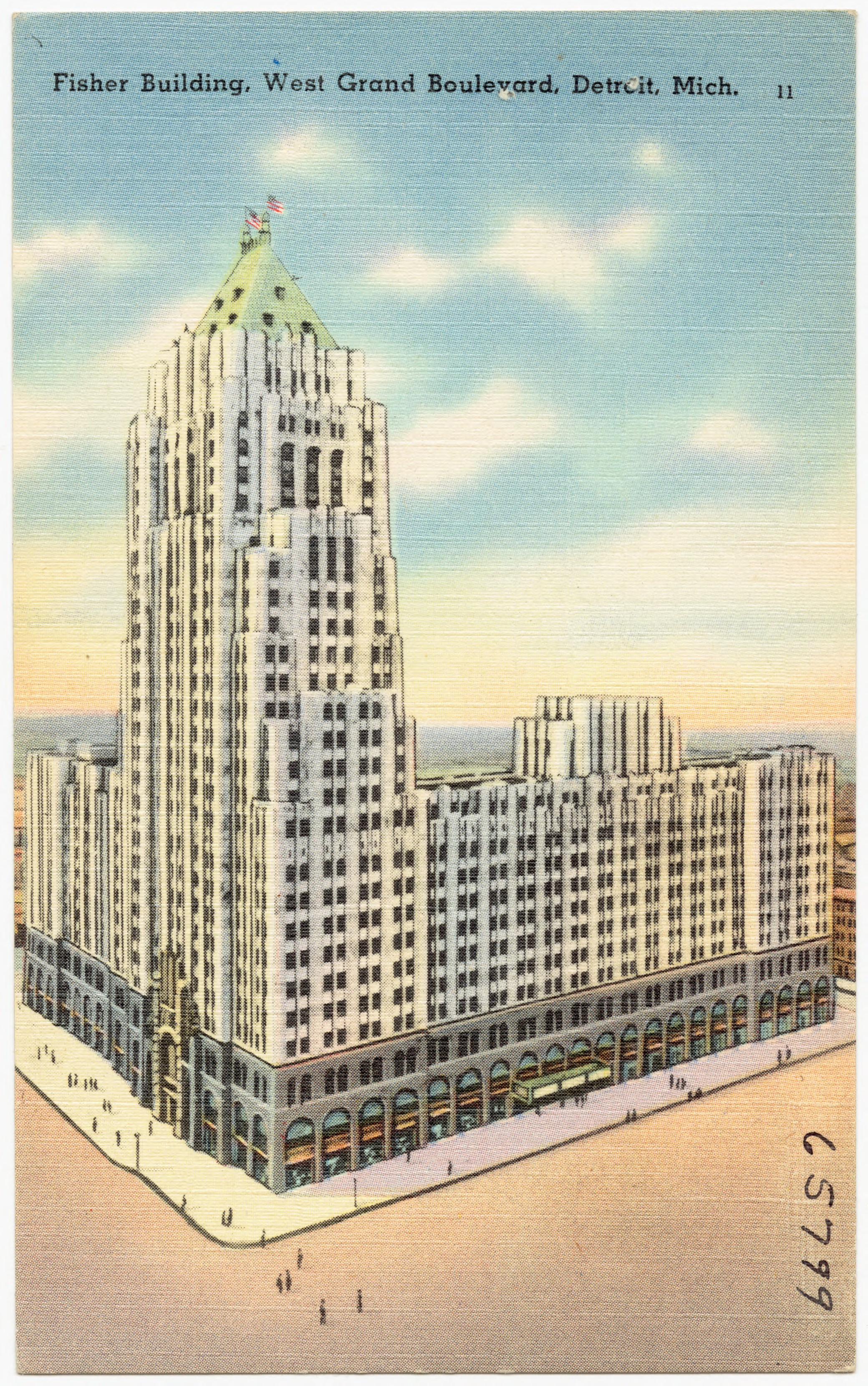
A Fisher Building egy régi képeslapon

Ipari munkáin túl Kahn számos épületet tervezett Detroit területén is. Egyik legnagyobb épülete, a  Fisher Building 1928-ban elnyerte az Építészeti Liga ezüstérmét. 
Kahn szakmájának vezető egyénisége, oktatója volt. Többek között alapító iparosa volt 1906-ban a Detroiti Iparművészeti Társaságnak és tagja volt az 1918-ban létrehozott Detroiti Művészeti Bizottságnak is.

## Főbb munkái
Kiterjedt munkái többek között:  Argonaut Building,  Cadillac Place,  Detroiti Atlétikai Klub,  Detroiti Rendőrkapitányság , az Első Nemzeti Épület, a Ford Highland Park üzem, a  Belle Isle akvárium, az  Anna Scripps Whitcomb konzervatórium, a detroiti szabad sajtóépületek,  Cranbrook Ház, a Herman Kiefer Kórház, a Maccabees épület, a  River Place , az  Edsel és Eleanor Ford ház, valamint a Hill Auditorium és a Burton Emléktorony a Michigani Egyetem campusán. 